# 罗恒
罗恒（?—?），中国五胡十六国时代成汉皇帝李寿的尚书令。略阳郡（治临渭，治今甘肃秦安东南）人。巴賨族（一说氐族）。板楯七姓罗氏之后。
秀才庞遗起兵，进攻李雄部将任回、李谦的军队，罗恒率军援救，击败晋朝宁州刺史援军。后罗恒与解思明（一说应作鲜思明）同为李寿长史，玉恒三年（337年），向李寿献谋，袭据成都。废李期后，又与解思明、李奕等劝李寿称镇西将军、益州牧、成都王，称藩东晋，送李期至建康，未被李寿采纳。蔡兴和任调等人力劝李寿不要向东晋称藩，于是李寿自立为帝，国号汉。李寿任命罗恒为尚书令。